# 아시아 횡단 철도
아시아 횡단 철도(-橫斷鐵道, 영어: Trans-Asian Railway, TAR)는 유럽과 아시아를 가로지르는 완전한 철도망을 만들기 위한 프로젝트이다. 국제 연합 아시아 태평양 경제 사회 위원회(UNESCAP)의 프로젝트이다.

## 개요
이 계획은 1950년대에 시작되었으며, 화물선과 화물기 운항이 아직 활성화되지 않은 시기였기 때문에 유럽과 아시아 사이에 오고가는 화물의 물류 비용을 크게 절감할 수 있을 것이라는 평가를 받았다. 그러나 계획 초기부터 싱가포르에서 터키의 이스탄불까지 8,750 마일(14,000 km) 구간의 건설에 대해 반대 여론이 있었다. 더군다나 미국과 소련 양대 진영 사이에 냉전이 한창이던 1960~1980년대에는 정치적/경제적으로 많은 난관에 부딪혀 사실상 답보 상태에 있었다.
1990년대 들어 냉전이 종식되고 몇몇 국가들간의 외교관계가 정상화 되면서, 이 계획은 다시 추진되기 시작했다. 계획한 구간 내의 철도망은 대부분 존재하며 각 국가에서 영업하고 있지만, 중요한 차이점에 대한 통일이나 대안 확보는 아직 지지부진하다. 가장 큰 문제는 각 국가들의 철도 궤간이 다르다는 점이다.
현재 각 나라 사이에 크게 네 가지의 궤도 폭 차이가 있는데, 거의 대부분의 유럽 국가들과 터키, 이란, 중국, 남한, 북한은 1435 mm의 게이지를 사용한다. 이것은 표준궤라는 명칭으로 알려져 있다.
반면 핀란드와 몽골, 러시아, 구 소련에 소속되었던 공화국들은 표준궤보다 궤도 폭이 더 넓은 광궤인 1520 mm 의 게이지를 사용한다. 또 인도 철도 구간의 거의 대부분과 파키스탄, 방글라데시, 스리랑카도 1676 mm 의 광궤를 사용한다. 반대로 동남아시아 국가들은 거의 대부분 협궤로 구별되는 1000 mm 의 '미터 게이지'를 사용한다. 이 프로젝트에 포함되는 거의 대부분의 국가들은 자국의 철도 운영 사정상 게이지를 쉽게 바꾸기 힘들 것이기 때문에, 게이지가 바뀌는 구간의 역들에는 컨테이너를 옮기거나 적하할 수 있는 대규모 부지와 설비가 설치되어야 한다.
이외에도 큰 장애물은 한반도와 일본의 연계인데, 일본은 내륙국이 아닌 섬나라라서 한반도와 일본 사이에서는 철도 대신 해운 수송을 할 수밖에 없다. 컨테이너선은 기차보다 훨씬 많은 컨테이너를 싣기 때문에, 컨테이너선이 다 채워지지 않으면 경제적인 이유로 운항을 할 수 없다. 이 때문에 컨테이너선은 철도보다 정기운항 횟수가 적으며, 결과적으로 운송 시간도 길어지고 비용도 더 든다는 단점이 발생한다. 아직 군사적 대치 상황에 놓여 있는 남북한간의 철도 연결 계획이나 공사도 답보 상태에 놓여 있다는 것도 문제점으로 지적된다.
2001년 기준으로, 이 프로젝트에서 4개의 노선이 연구되고 있다:
- 북부 노선(Northern Corridor)은 유럽과 태평양을 연결하는 노선이다. 독일, 폴란드, 벨로루시, 러시아, 카자흐스탄, 몽골, 중국, 북한과 남한이 연결된다. 폴란드와 벨로루시 국경(1435 mm → 1520 mm), 카자흐스탄과 중국 국경(1520 mm → 1435 mm), 몽골과 중국 국경(1520 mm → 1435 mm)에서 궤도 폭이 바뀐다. 5,750 마일(9,200 km)인 시베리아 횡단 철도가 이 구간의 가장 긴 노선이다. 현재 동아시아에서 모스크바까지 대규모의 운송이 이뤄지고 있다. 북한을 통과하는 구간에서는 정치적인 이유로 남한까지 연계되지 않고 있어서, 블라디보스토크에서 남한까지는 해로로 연결된다.

- 남부 노선(Southern Corridor)은 유럽에서 동남아시아를 연결하는 노선이다. 터키, 이란, 파키스탄, 인도, 방글라데시, 미얀마, 태국, 중국의 윈난성과 말레이시아, 최종적으로 싱가포르까지 연결된다. 이란 동부, 인도와 미얀마 국경, 미얀마와 태국 국경, 태국과 캄보디아 국경, 캄보디아와 베트남 국경, 태국과 중국 윈난성 국경 사이에도 북부 노선과 마찬가지로 궤도 폭이 바뀌는 구간이 있으며, 어떤 곳은 철도가 아직도 부설되지 않은 상태이다.

- 동남아시아 네트워크

- 북서 노선(North-South Corridor)은 북유럽과 페르시아만을 연결한다. 핀란드의 헬싱키에서 시작하여 러시아를 통과하고, 카스피해를 지나서 세 가지 노선으로 분기된다. 서쪽 루트는 아제르바이잔과 아르메니아, 이란 서부를 지난다. 중앙 루트는 카스피해에서 이란까지로, 이 구간의 화물과 여객은 해로로 취급된다. 동쪽 루트는 카자흐스탄, 우즈베키스탄, 투르크메니스탄을 지나 이란 동부까지 연결된다. 이 세 가지 루트의 노선들은 이란의 수도 테헤란에서 하나로 합쳐진다. 그리고 테헤란에서 이란의 항구도시 반다르 압바스까지 철도가 이어진다.

## 진행상황
아시아 횡단 철도는 아직 그렇게 성공적이라고는 할 수 없는 상태이다. 프로젝트 시작 후 40년 동안 극소수의 국가간 연계 철도만이 부설되었다. 다만 북쪽 노선(Northern Corridor)에서는 이 프로젝트와는 별개로 1960년대부터 소련과 중국 사이의 무역을 위해 이미 국가간 선로 연결 작업을 해왔다.
비교적 성공적인 곳은 다음과 같다.
- 터키에서 이란까지의 연계
- 중국에서 중앙아시아까지의 연계
- 이란에서 중앙아시아까지의 연계

## 지도
- 아시아횡단철도 지도

## 같이 보기
- 아시안 하이웨이
- 시베리아 횡단 철도(TSR)
- 한반도 종단 철도(TKR)
- 동청철도(CER)
- 대동아종관철도
- 남만주 철도